# Thomas Sadoski
Thomas Sadoski, né le 1er juillet 1976 à Bethany, Connecticut (États-Unis), est un acteur américain.
Il a joué dans plusieurs comédies à Broadway à partir de 1998. Il entame une carrière au cinéma en 2000 puis il tient des rôles dans des séries télévisées à partir de 2005.

## Biographie
Thomas Sadoski est né le 1er juillet 1976 à Bethany, Connecticut (États-Unis).

### Vie privée
Il a été marié à Kimberly Hope de 2006 à 2015.
Il a épousé l'actrice Amanda Seyfried le 12 mars 2017. Ils ont une fille Nina née le 24 mars 2017 et un garçon Thomas né le 28 septembre 2020.

## Filmographie

### Cinéma

#### Longs métrages
- 2000 : Loser d'Amy Heckerling : Chris
- 2003 : Happy Hour de Mike Bencivenga : Scott
- 2004 : Winter Solstice de Josh Sternfeld : Chris Bender
- 2004 : Company K de Robert Clem : Caporal Richard Mundy
- 2009 : Nuits blanches à New York (The New Twenty) de Chris Mason Johnson : Felix Canavan
- 2012 : 30 Beats d'Alexis Lloyd : Julian
- 2014 : John Wick de David Leitch et Chad Stahelski : Jimmy
- 2014 : Wild de Jean-Marc Vallée : Paul
- 2014 : Take Care de Liz Tuccillo : Devon
- 2015 : I Smile Back d'Adam Salky : Donny
- 2015 : The Dramatics: A Comedy de Scott Rodgers : Gordon Bullard
- 2017 : John Wick 2 de Chad Stahelski : Jimmy
- 2017 : Adorables Ennemies (The Last Word) de Mark Pellington : Robin Sands
- 2020 : The Mimic de Thomas F. Mazziotti : Le narrateur
- 2020 : Killing Eleanor de Rich Newey : Greg
- 2022 : Devotion de J. D. Dillard : Dick Cevoli
- 2022 : 88 d'Eromose : Ira Goldstein
- 2024 : Lilly de Rachel Feldman : Jon Goldfarb
- 2025 : Adult Children de Rich Newey : Josh

#### Courts métrages
- 2010 : Split de Jamie Buckner : Oliver
- 2012 : BFF de Neil LaBute : Jack
- 2014 : It's Okay de Tamar Levine : Lui
- 2017 : The Games We Play d'Annika Marks et Rich Newey : Paul
- 2018 : Home Shopper de Dev Patel : James Turner
- 2018 : Holy Moses d'Eli Powers : Le sheriff
- 2022 : Skin and Bone d'Eli Powers : Christian
- 2023 : Stalking the Bogeyman de Jack Dorfman et Markus Potter : Le croque-mitaine

### Télévision

#### Séries télévisées
- 2005 : New York, police judiciaire (Law and Order) : Robert Barnes
- 2007 : As the World Turns : Jesse Calhoun
- 2009 : Ugly Betty : Ryan
- 2009 / 2013 - 2014 : New York, unité spéciale (Law and Order: Special Victims Unit) : Joseph Thagard / Nate Davis
- 2012 - 2014 : The Newsroom : Don Keefer
- 2015 : The Slap : Gary
- 2015 - 2019 : Life in Pieces : Matt Short
- 2020 : Tommy : Buddy Gray
- 2023 : The Crowded Room : Matty Dunne
- 2024 : American Sports Story : Brian Murphy